# Sante Ranucci
Sante Ranucci (Montefiascone, Província de Viterbo, 31 de outubro de 1933 - 20 de maio de 2023) foi um ciclista italiano, que foi profissional entre 1956 e 1964. Como amador, ganhou o Campeonato do mundo em estrada.

## Palmarés
- 1954
  - 1º no Grande Prêmio Cidade de Camaiore
- 1955
  - Campeão do mundo amador em estrada
  - 1º na Coppa Bologna
  - 1º na Coppa 29 Martírio di Figline di Prato

### Resultados ao Giro d'Italia
- 1958. 12º da classificação geral
- 1962. Abandona
- 1963. 34º da classificação geral